# Гай Кассій Лонгін (консул 73 року до н. е.)
Гай Кассій Лонгін Вар (115 — після 66 року до н. е.) — політичний, державний та військовий діяч Римської республіки, консул 73 року до н. е.

## Життєпис
Походив з роду нобілів Кассієв. Син Луція Кассія Лонгіна, консула 107 року до н. е. 
У 84 році до н. е. Гай Кассій обіймав посаду монетарія. У 76 році до н. е. його обрано претором, а у 73 році до н. е. — консулом разом з Марком Теренцієм Варроном Лукуллом. Під час своєї каденції провів закон стосовно державних закупівель зерна та продажу його за заниженою ціною римським громадянам.
У 72 році до н. е. як проконсул отримав Цизальпійську Галлію. У цьому ж році під м. Мутіна зазнав тяжкої поразки від армії Спартака, втративши весь військовий табір, й ледве врятувався втечею. У 70 році до н. е. виступав на процесі Корнелія Вереса проти останнього. У 66 році до н. е. підтримав законопроєкт Манілія щодо надання імперіума Гнею Помпею. Подальша доля Лонгіна невідома.

## Родина
- Гай Кассій Лонгін, народний трибун 49 року до н. е.
- Квінт Кассій Лонгін, народний трибун 49 року до н. е.
- Луцій Кассій Лонгін, народний трибун 44 року до н. е.